# El visitante
 El visitante  és una pel·lícula argentina filmada en color dirigida per Javier Olivera sobre el seu propi guió, escrit en col·laboració amb José Pablo Feinmann segons l'argument d'Axel Nacher i Fernando Schmidt Bescio, que es va estrenar el 8 d'abril de 1999 i que va tenir com a actors principals a Julio Chávez, Valentina Bassi, Mariano Bertolini i Elsa Berenguer.

## Sinopsi
A Pedro, excombatent de la Guerra de les Malvines, se li apareix l'esperit de Raúl, el seu company de trinxera mort, i li manlleva el cos.

## Repartiment
Col·laboraren a la pel·lícula els següents intèrprets:
- Julio Chávez…com Pedro Marín
- Valentina Bassi
- Mariano Bertolini
- Elsa Berenguer
- Alejandro Awada
- Silvina Bosco
- Roly Serrano
- Tony Lestingi
- Leandro Regúnaga
- Luisina Cicerchia
- Ricardo Iorio
- Claudio Marciello
- Walter Martínez
- Minoru Tajima
- Omar Fantini
- Karin Mollet
- Miguel Ángel Paludi
- Cecilia Peluffo
- Gabriel Cicerchia
- Fernando Sena
- Rafael Morales
- José Paap Miola

## Comentaris
Quintín a El Amante del Cine va escriure:
| « | «Fracassa en tots els terrenys, no sols per falta de destresa sinó perquè tanta ambició aparent recorre massa a la còpia, es resol amb ambigüitat i es revela calculadora i insincera.» | » |

Hugo Salas a El Amante del Cine va opinar:
| « | «Javier Olivera, al mateix temps que s'inscriu en un llegat que li atorga diverses habilitats, rep amb l'herència també els seus grans defectes: el costumisme matusser amb la seva tendència al clisé dels personatges i, per sobretot, un classicisme irreflexiu que deriva en l'anquilosament dels mitjans expressius.» | » |

Paraná Sendrós a Ámbito Financiero va escriure:
| « | «A Olivera se li nota l'herència en l'ofici, en la pintura de caràcters nacionals, en la inquietud temàtica.» | » |

Osvaldo Quiroga a El Cronista Comercial va dir:
| « | «Un film de visió imprescindible i enorme noblesa.» | » |

## Premis i candidatures
Asociación de Cronistas Cinematográficos de la Argentina Premis Cóndor de Plata 2000
- El visitante, seleccionada com a candidata al Premi a la Millor Opera Prima.
- Julio Chávez, seleccionado com a candidat al Premi al Millor Actor .
- Roly Serrano, seleccionado com a candidat al Premi al Millor Actor de Repartiment.